# Cahagnes
Cahagnes és un municipi francès situat al departament de Calvados i a la regió de Normandia. L'any 2007 tenia 1.291 habitants.

## Demografia

### Població
El 2007 la població de fet de Cahagnes era de 1.291 persones. Hi havia 470 famílies de les quals 98 eren unipersonals (55 homes vivint sols i 43 dones vivint soles), 149 parelles sense fills, 200 parelles amb fills i 23 famílies monoparentals amb fills.
La població ha evolucionat segons el següent gràfic:
Habitants censats

### Habitatges
El 2007 hi havia 549 habitatges, 482 eren l'habitatge principal de la família, 47 eren segones residències i 21 estaven desocupats. 528 eren cases i 5 eren apartaments. Dels 482 habitatges principals, 378 estaven ocupats pels seus propietaris, 99 estaven llogats i ocupats pels llogaters i 5 estaven cedits a títol gratuït; 3 tenien una cambra, 18 en tenien dues, 65 en tenien tres, 132 en tenien quatre i 264 en tenien cinc o més. 363 habitatges disposaven pel capbaix d'una plaça de pàrquing. A 193 habitatges hi havia un automòbil i a 255 n'hi havia dos o més.

### Piràmide de població
La piràmide de població per edats i sexe el 2009 era:
| Homes | Edats   | Dones |
| ----- | ------- | ----- |
| 0     | 95 o +  | 4     |
| 0     | 90 a 94 | 0     |
| 0     | 85 a 89 | 20    |
| 12    | 80 a 84 | 8     |
| 20    | 75 a 79 | 28    |
| 16    | 70 a 74 | 28    |
| 20    | 65 a 69 | 16    |
| 20    | 60 a 64 | 32    |
| 28    | 55 a 59 | 32    |
| 36    | 50 a 54 | 52    |
| 36    | 45 a 49 | 32    |
| 48    | 40 a 44 | 40    |
| 32    | 35 a 39 | 20    |
| 44    | 30 a 34 | 40    |
| 40    | 25 a 29 | 24    |
| 16    | 20 a 24 | 32    |
| 44    | 15 a 19 | 48    |
| 44    | 10 a 14 | 4     |
| 40    | 5 a 9   | 16    |
| 40    | 0 a 4   | 16    |

## Economia
El 2007 la població en edat de treballar era de 817 persones, 616 eren actives i 201 eren inactives. De les 616 persones actives 581 estaven ocupades (316 homes i 265 dones) i 35 estaven aturades (15 homes i 20 dones). De les 201 persones inactives 78 estaven jubilades, 66 estaven estudiant i 57 estaven classificades com a «altres inactius».

### Ingressos
El 2009 a Cahagnes hi havia 500 unitats fiscals que integraven 1.372,5 persones, la mediana anual d'ingressos fiscals per persona era de 16.441 €.

### Activitats econòmiques
Dels 45 establiments que hi havia el 2007, 4 eren d'empreses alimentàries, 4 d'empreses de fabricació d'altres productes industrials, 8 d'empreses de construcció, 7 d'empreses de comerç i reparació d'automòbils, 3 d'empreses de transport, 4 d'empreses d'hostatgeria i restauració, 2 d'empreses financeres, 3 d'empreses immobiliàries, 2 d'empreses de serveis, 4 d'entitats de l'administració pública i 4 d'empreses classificades com a «altres activitats de serveis».
Dels 12 establiments de servei als particulars que hi havia el 2009, 1 era una oficina de correu, 3 tallers de reparació d'automòbils i de material agrícola, 3 paletes, 1 guixaire pintor, 1 lampisteria, 2 perruqueries i 1 restaurant.
L'any 2000 a Cahagnes hi havia 54 explotacions agrícoles que ocupaven un total de 1.932 hectàrees.

## Equipaments sanitaris i escolars
L'únic equipament sanitari que hi havia el 2009 era una farmàcia.
El 2009 hi havia 1 escola maternal i 1 escola elemental.

## Poblacions més properes
El següent diagrama mostra les poblacions més properes.